# Грегорі Ітцін
Грегорі Ітцін (англ. Gregory Martin Itzin; 20 квітня 1948 — 8 липня 2022) — американський актор кіно і телебачення.

## Життєпис
Народився у Вашингтоні в сім'ї Евелін Лоретти Сміт (англ. Evelyn Loretta Smith) та Мартіна Джозефа Ітціна (англ. Martin Joseph Itzin). Коли Грегорі був в шостому класі, його сім'я переїхала у Берлінгтон, штат Вісконсин, де його батько був обраний мером. Спочатку Ітцін збирався стати театральним актором та навчався в Американському консерваторному театрі в Сан-Франциско. Він брав участь у багатьох постановках по всій країні

## Кар'єра

### Телебачення
Ітцін з'явився в епізодичних ролях у багатьох різних телевізійних шоу. Однією з його останніх значних ролей був президент Чарльз Логан у популярній телевізійній драмі «24».У нього була маленька роль бухгалтера Говарда, який працює на власника казино, в епізоді «Команди „А“» під назвою "Колесо Фортуни".
У 2005 році Ітцін приєднався до «24» у середині четвертого сезону у другорядній ролі віцепрезидент Чарльза Логана. Наступного сезону його персонаж став президентом, роль була розширена та він став однією з провідних фігур у сюжетній лінії. Ітцін отримав номінацію на премію «Еммі» за найкращу чоловічу роль другого плану в драматичному телесеріалі. Йому не треба було пробуватися на цю роль, оскільки він раніше прослуховувався для ролі у другому сезоні шоу та знав одного з продюсерів. Ітцін знявся в чотирьох епізодах шостого сезону, а потім з'явився в одній із сюжетних арок восьмого сезону, щоб допомогти президентові Еллісон Тейлор зберегти мирний договір. За це Ітцін отримав номінацію на «Еммі» у категорії «Кращий запрошений актор у драматичному телесеріалі».
Ітцін грав другорядні ролі у таких популярних серіалах, як «Друзі» (Теодор Хенніган), «Одне вбивство» (Роджер Гарфілд), «Морська поліція: Спецвідділ» (директор ФБР) та «Менталіст»» 
(Верджел Мінеллі). Також він з'явився в телесеріалах "Нічний суд", "Метлок", "Діагноз: вбивство", "Джейк і товстун", "Самотні серця", "Справедлива Емі", "Юристи Бостона", "C.S.I.:Місце злочину», «Практика», Удавальник» та культовому фентезі «Світлячок». Він також зобразив Джона Ешкрофта в телевізійному фільмі 2003 «11 вересня: Час випробувань» і грав Генрі Уїлкокса в серіалі «Таємні операції».
У 2007 році він озвучив відразу кілька персонажів (Вільям Адама, Дік Трейсі та поліцейський на ночі Хеллоуїна у Ренді) в одній із серій «Робоципа». Ітцін також часто з'являвся у «Зоряному шляху», зігравши п'ять різних персонажів у різних телесеріалах багато років. Він уперше з'явився у франшизі в 1993 році в ролі Ілона Талдо в епізоді "Дакс" "Зоряного шляху: Глибокий космос 9". Пізніше він став запрошеною зіркою в цьому шоу ще раз, зігравши Хаїна в епізоді «Хто сумує за Морном?». Він також з'явився як доктор Дісек в епізоді Інтенсивна терапія в Зоряному шляху: Вояджер. Востаннє він грав адмірала Блека у «Зоряному шляху: Ентерпрайз»..
Ітцін був запрошеною зіркою популярного шоу на каналі Disney «Ханна Монтана», зігравши мільярдера, син якого стає романтичним інтересом Майлі. Він з'явився у кількох епізодах сьомого сезону «Відчайдушних домогосподарок» у ролі пацієнта у клініці діалізу. В 2013 Ітцін виконав гостьову роль Альфонса, батька Віктора Франкенштейна в епізоді «В ім'я брата» серіалу «Одного разу в казці» [3]. 2015 року ім'я Ітцина з'явилося в титрах серіалу «Гаваї 5.0»; він зіграв Алекса Маккі в епізоді під назвою "Не забуто".

### Кіно
В фільмі «Аероплан!» тцін зіграв релігійного фанатика №1, проте його герой зникає з дії після першої ж сцени.
Він також знявся в «Страху і ненависті в Лас-Вегасі» в ролі портьє в готелі, який виглядав дуже схожим на актора Макліна Стівенсона з «Чортової служби в шпиталі Меш». Ітцін грав психіатра у трилері з Ліндсі Лохан «Я знаю, хто вбив мене» та зобразив тюремного наглядача у «Законослухняному громадянині»..
У 2011 році Ітцін виконав роль колишнього сенатора Джека Стернса, отця Моллі Стернс, у фільмі «Березневі іди», у 2012 році зіграв Джона Арчібальда Кемпбелла в «Лінкольні».

### Театр
Ітцін отримав номінації на премії «Тоні» та «Драма Деск» за роль у п'єсі «Цикл Кентуккі» (The Kentucky Cycle), яка йшла, серед інших театрів, на Бродвеї; «Цикл Кентуккі» є лауреатом Пулітцерівської премії «За найкращу драму»
Він з'являвся у численних спектаклях, серед яких постановки таких відомих п'єс, як «Чекаючи на Годо» та «Король Лір» (граф Кент). У 2010 році він виконав роль Кеннета Лея у бродвейській постановці п'єси «Енрон», заснованої на корупційному скандалі в однойменній корпорації.